# Луцій Тіберій Клавдій Аврелій Квінціан
Луцій Тіберій Клавдій Аврелій Квінціан (лат. Lucius Tiberius Claudius Aurellius Quintianus Pompeianus; ? — після 235) — державний діяч часів Римської імперії, консул 235 року.

## Життєпис
Походив із сирійського роду Клавдіїв Помпеян, що був пов'язаний по материнській лінії з династією Антонінів. Син Луція Аврелія Коммода Помпеяна, консула 209 року. Розпочав кар'єру за імператора Александра Севера.
У 221—222 роках обіймав посади монетарія-триумвіра, ставши останнім письмово відомим монетарієм. У 228 році призначений квестором, а у 233 році — претором. У 235 році став консулом, разом і з Гнеєм Клавдієм Севером. Того ж року увійшов до колегії понтифіків. Подальша доля невідома.